# Paul Theroux

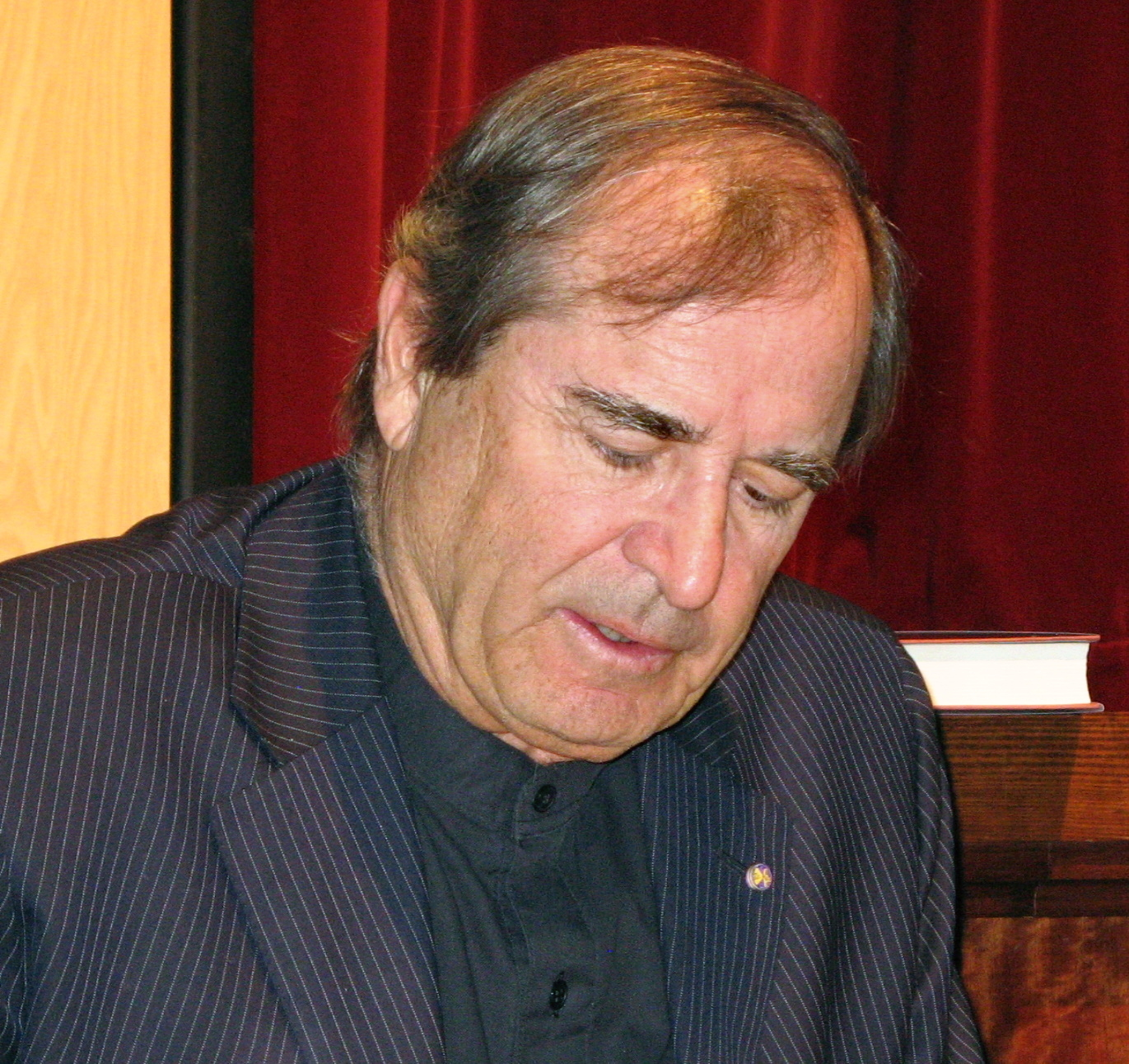
Paul Theroux (2008)

Paul Edward Theroux [θəˈruː] (* 10. April 1941 in Medford, Massachusetts) ist ein US-amerikanischer Schriftsteller.

## Leben
Paul Theroux ist französisch-kanadisch-italienischer Abstammung. Er studierte an der University of Maine (1959–1960), an der University of Massachusetts (Bachelor of Arts, 1963), und an der Syracuse University (1963). Anschließend lebte er in Italien sowie in Malawi und Uganda, wo er als Lehrer arbeitete. 1968 übernahm er für drei Jahre einen Lehrstuhl an der Universität in Singapur. Anschließend lebte Theroux lange in London und ist heute mit seiner zweiten Frau auf Hawaii und auf Cape Cod beheimatet.
Er schrieb zunächst Kurzgeschichten, Zeitungsartikel und Romane, wurde anfänglich aber durch seine Freundschaft – und später erbitterte Feindschaft – zu den Reiseschriftstellern Bruce Chatwin und V. S. Naipaul bekannt. Später emanzipierte er sich zunehmend von diesen und fand einen unverkennbar eigenen Stil als Reiseschriftsteller. Mit mehr als vierzig Büchern ist er einer der bekanntesten englischsprachigen Schriftsteller der Gegenwart. Vor allem seine Werke über Argentinien, China und die Südsee sind voller Provokation und in ihrer Bissigkeit und Harschheit unübertroffen. Seine bevorzugten Verkehrsmittel für seine Reisen waren die Eisenbahn und ein Klepper Faltboot.
Daneben schreibt er halbautobiografische Werke, wie Mein geheimes Leben oder Hotel Honolulu. Seine Werke sind nur zum Teil ins Deutsche übersetzt.
Stephen King zeigte in einer Rezension für die New York Times die verblüffenden Parallelen zwischen der Geschichte des Erzählers des 2017 erschienenen Romans Mutterland und der Geschichte ihres Autors Paul Theroux auf. 2018 erschien der Roman auf Deutsch. Für Nils Minkmar war das Buch „die böse, aber auch sehr witzige Dekonstruktion des Mythos von der guten alten Zeit und der frommen Familie.“
Seit 1984 ist Theroux Mitglied der American Academy of Arts and Letters. 2013 wurde er zum Mitglied der American Academy of Arts and Sciences gewählt. Er hat Ehrendoktorate des Trinity College in Washington, D.C. und der Tufts University in seiner Heimatstadt Medford, Massachusetts, erhalten.
Paul Theroux’ Söhne sind der Fernsehmoderator Louis Theroux und der Schriftsteller und Dokumentarfilmer Marcel Theroux. Sein Bruder ist der Autor Alexander Theroux und sein Neffe ist der Schauspieler und Drehbuchautor Justin Theroux.

## Werke (Auswahl)
- Jungle Lovers. 1971 (Dschungelliebe), ein Afrika-Roman.
- The Great Railway Bazaar. 1975 (Abenteuer Eisenbahn – auf Schienen um die halbe Welt), über eine Reise von London über den Balkan, Vorder-, Zentral-, Süd- und Südostasien bis nach Japan und zurück durch die Sowjetunion.
  - Basar auf Schienen : eine Reise um die Welt, aus dem Amerikanischen übersetzt von Werner Peterich, Berlin : AB - Die Andere Bibliothek 2015, ISBN 978-3-8477-0365-5.
- Saint Jack. 1977 (Saint Jack), Roman über einen US-amerikanischen Zuhälter in Singapur, der nach Eröffnung eines Bordells mit chinesischen Triaden in Konflikt gerät.
- The Old Patagonian Express. 1979 (Der alte Patagonien-Express), über eine Reise von den USA nach Argentinien.
- Picture Palast. 1980 (Orlando oder Die Liebe zur Fotografie), Roman.
- The Mosquito Coast. 1981 (Moskito-Küste), Roman.
- The Kingdom by the Sea. 1983, über eine Reise entlang der Küsten Großbritanniens.
- Doctor Slaughter. 1984 (Dr. Slaughter), Novelle.
- O-Zone. 1986 (O-Zone), ein Zukunftsroman.
- Riding the Iron Rooster. 1988 (Das chinesische Abenteuer), über eine Reise mit der Bahn durch China.
- My Secret History 1989 (Mein geheimes Leben 1990), Roman.
- Chicago Loop. 1990 (Chicago Loop), Roman.
- The Happy Isles of Oceania. 1992 (Die glücklichen Inseln Ozeaniens), über eine Reise im Paddelboot durch die Südsee – die für Theroux das genaue Gegenteil „glücklicher Inseln“ ist.
- The Pillars of Hercules. 1995 (An den Gestaden des Mittelmeeres), über eine Reise durch fast alle Mittelmeeranrainerstaaten, beginnend und endend an der von den „Säulen des Herakles“ begrenzten Straße von Gibraltar.
- My Other Life. 1996 (Mein anderes Leben), Roman.
- Kowloon Tong. 1997, Roman.
- Sir Vidia's Shadow. 1998, ein Bericht über Theroux' langjährige Freundschaft und sein Zerwürfnis mit V. S. Naipaul.
- Hotel Honolulu. 2001, Roman.
- Dark Star Safari. 2002, über eine Reise von Kairo nach Kapstadt.
- Mr Bones: 20 Stories. Hamish Hamilton, 2014.
- Der Fremde im Palazzo d'Oro. Übersetzt von Gregor Hens. Hoffmann und Campe, Hamburg 2015, ISBN 978-3-455-40523-1.
- Deep South:Four Seasons on Back Roads. Hamish Hamilton, 2015.
  - Tief im Süden. Reise durch ein anderes Amerika. Übersetzt von Reiner Pfleiderer, Franka Reinhart und Birgit Schmid. Hoffmann und Campe, Hamburg 2015, ISBN 978-3-455-50376-0.
- The Tao of Travel. Hamish Hamilton.
  - Das Tao des Reisens. Übersetzt von Heike Schlatterer. Atlantik Verlag, Hamburg 2015, ISBN 978-3-455-70014-5.
- The Last Train to Zona Verde.
  - Ein letztes Mal in Afrika. Übersetzt von Sigrid Schmid und Reiner Pfleiderer. Hoffmann und Campe, Hamburg 2017, ISBN 978-3-455-40526-2.
- Mother Land. Hamish Hamilton. 2017
  - Mutterland. Übersetzt von Theda Krohm-Linke. Hoffmann und Campe, Hamburg 2018, ISBN 978-3-455-00290-4.
- Burma Sahib. Collins, New York 2024, ISBN 978-0-06-329754-8.
  - Burma Sahib. Übersetzt von Cornelius Reiber. Luchterhand, München 2025. ISBN 978-3-630-87796-9.

## Verfilmungen
- 1979: Saint Jack – Regie: Peter Bogdanovich
- 1986: Half Moon Street – Regie: Bob Swaimnach, Verfilmung des Romans Doctor Slaughter
- 1986: Mosquito Coast – Regie: Peter Weir
- 1997: Chinese Box – Regie: Wayne Wang, nach dem Roman Kowloon Tong